# Epicompsa xanthocrossa
Epicompsa xanthocrossa är en fjärilsart som beskrevs av Guest 1887. Epicompsa xanthocrossa ingår i släktet Epicompsa och familjen mätare. Inga underarter finns listade i Catalogue of Life.